# ディナン (ベルギー)
ディナン（Dinant）は、ベルギー、ナミュール州の都市。ムーズ川に面し、アンセレム(Anseremme)、ブヴィニュ＝シュル＝ムーズ(Bouvignes-sur-Meuse)、ドレアンス(Dréhance)、ファルマーニュ(Falmagne)、ファルミニュール( Falmignoul)、フォワ＝ノートル＝ダム(Foy-Notre-Dame)、ヒュルフォー(Furfooz)、リゾーニュ(Lisogne)、ソリンヌ(Sorinnes)、ティーヌ(Thynes)の各地区によって構成される。

## 歴史

### 発祥から10世紀
ディナン一帯は、新石器時代には既に人が住んでおり、続いてケルト人、古代ローマ人が進出した。定住地としてディナンが記載されたのは、トンゲレン＝マーストリヒト司教聖ペルペテが記録を残した7世紀に遡る。聖ペルペテは、ディナンに住居を構え、聖ヴァンサン教会を創設した。870年、西フランク王シャルル2世は、ディナンの一部をナミュール伯管理下に与え、残りをトンゲレン司教（当時はリエージュ）管理下へ与えた。11世紀、神聖ローマ皇帝ハインリヒ4世は、市場と裁判権を含むいくつかの特権を、リエージュ司教領ディナンへ授けた。この時から、ディナンはリエージュ司教領内23主要都市（Bonne Villes）の1つとなった。ムーズ川にかかる最初の石造橋と、初期に建てられていた城の主要修繕は、11世紀終わりからされていた。この時期を通して、18世紀終わりまで、ディナンはリエージュ司教と共に歴史を共有した。

### 中世後期
ムーズ川の軍事要所に位置することから、公然の敵から常ではないがディナンは戦闘と略奪にさらされた。1466年、ブルゴーニュ公フィリップ善良公（リエージュ司教公ルイ・ド・ブルボンの叔父）と、フィリップの嫡子シャルル勇胆公は、ディナンで起こった反乱を、800人の市民をムーズ川へ投げ込むことで懲らしめ、市に火を放った。ディナンの経済的競争相手は、ムーズ川対岸を下った地点にあるブヴィニュであった。
中世後期のディナンとブヴィニュは金属細工を専業にし、精巧な鋳造品とディナンドリー（Dinanderie）と呼ばれた銀のように美しい真鍮卑金属で完成した細工品を生産していた。またaquamaniles、燭台、聖餐式用平皿、その他ムーズ谷至る所の祭壇家具（これらの品物は慎重な呼称'ムーザン'が与えられた）が、ラインラント地域とそのかなたへ供給された。歴史家アンリ・ピレンヌは、1883年に自分の博士号を『中世ディナンにおける学位論文』で獲得した。

### 旧制度と第一次世界大戦
16世紀と17世紀の戦争はフランスとスペインの間に起こり、中立を保ったにもかかわらずディナンは破壊行為、飢饉、疫病流行に苛まれた。1675年、オランダ侵略戦争でフランソワ・ド・クレキ指揮下のフランス軍に占領された。ディナンは18世紀の終わりになって短期間オーストリアの支配下に入った。リエージュ司教領全体は、1795年にフランスに併合された。ディナンデリーは流行から外れ、ディナン経済は今や革の染色とトランプ生産が残っていた。有名なディナンのコーク（couques de Dinant）はこの頃に誕生した。
ディナンは1914年に再び荒廃状態となった。その年、674人の住民がドイツ帝国軍により一括に処刑された。ドイツ帝国軍は1ヶ月以上1000人もの人々を死に追いやった。

## 見どころ

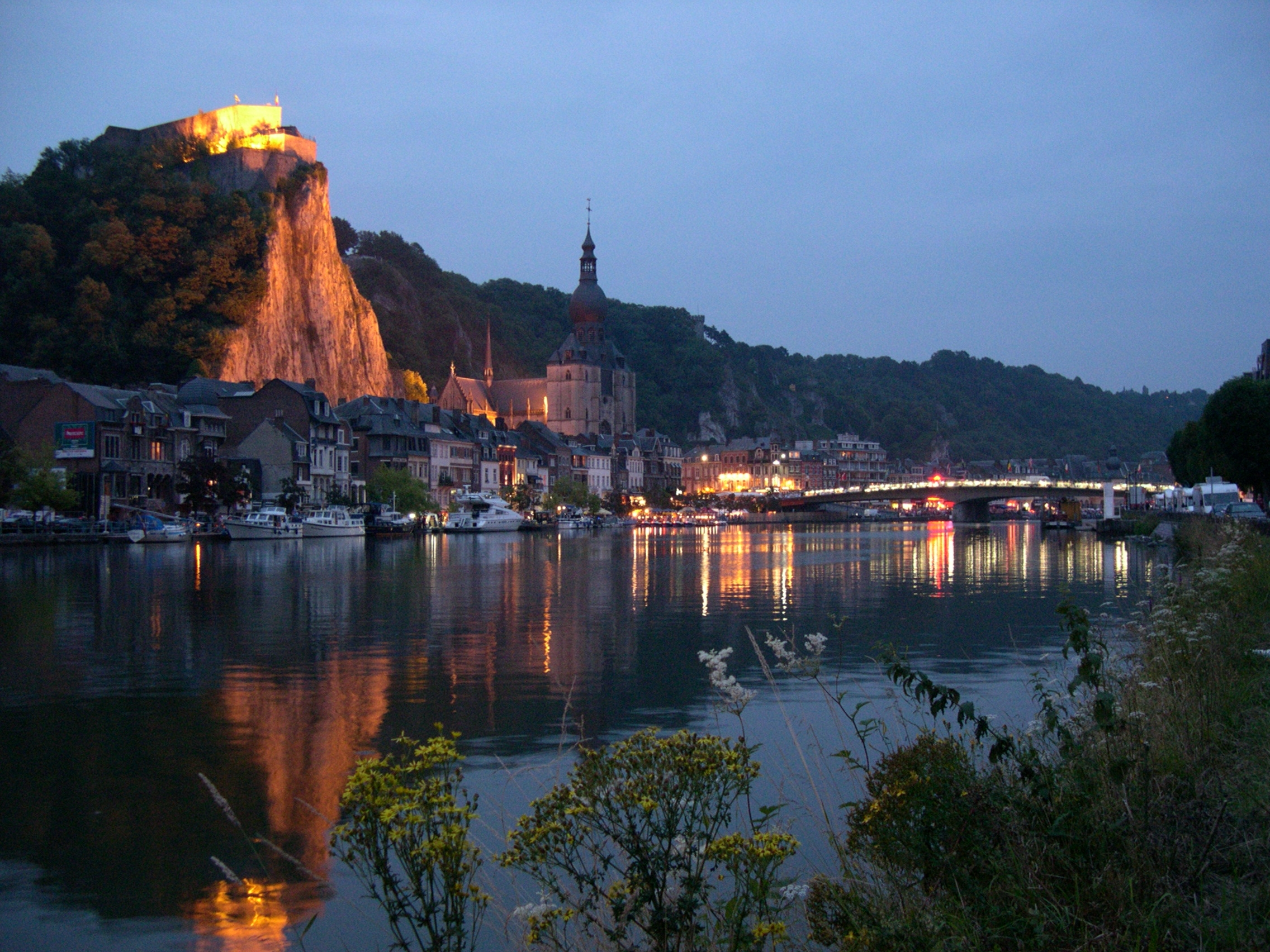
シタデル、教会の塔、ムーズ川

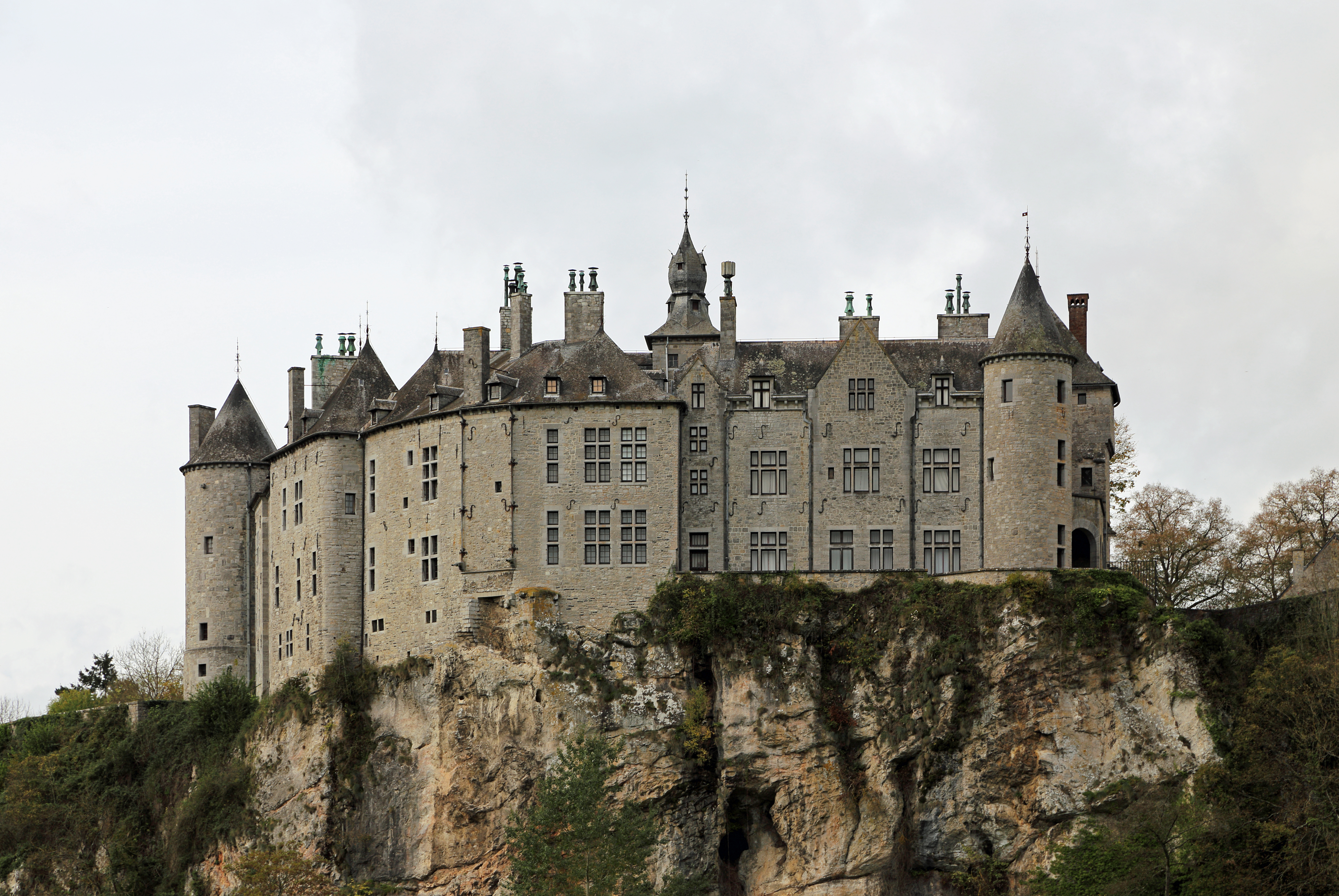
ヴァルジン城

- ディナンのランドマークとなっているのは、ノートル＝ダム教会（fr:Collégiale Notre-Dame de Dinant）である。1227年に建てられたロマネスク様式の教会が、近くの崖からの落石で一部が破損したのち、古い基礎の上にゴシック様式で再建された。西側の2対の塔のためのいくつかの足場は、計画が現在の中央塔のため断念される前に、完成した（中央塔には非常に見分けのつくタマネギ型ドームと、切り子面を刻んだ多段式ランタンが付いている。）
- 教会上部には、シタデルを頂く岩壁が直立した側面がある。シタデルは、ムーズ川の渓谷を監視するため11世紀に初めて建てられた。リエージュ司教公が再建し、1530年にはさらに拡大させた。1703年にフランス軍が破壊した。現在、岩を切って作った408段の階段のある外観をしており、これはディナンがネーデルラント連合王国に含まれた頃の1821年に再建された。第一次世界大戦中にはここで戦闘が行われた。この戦いの負傷者の中にはのちのフランス大統領シャルル・ド・ゴールが含まれていた。
- 主要区画から遠く離れた場所はロシュ・バヤール（Rocher Bayard）で、バヤール（中世騎士物語に登場する魔法の馬）の巨大なひづめにより割られたとされてきた。馬はルノー・ド・モントーバン を乗せシャルルマーニュからアルデンヌ高原を経て飛んできたと、有名な12世紀の武勲詩で語られている。

## 文化
- フラミッシュ（Flamiche）は、地元で作られるキッシュの一種。
- クック・ド・ディナン（Couque de Dinant）は、15世紀に敵軍から籠城中に小麦粉と蜂蜜で作られたヨーロッパ一堅いビスケット。焼く前に木彫りの型で形作り、蜂蜜で甘みをつけている。

## ディナン出身者
- アントワーヌ・ヴィールツ　-　19世紀の画家。
- アドルフ・サックス　-　楽器製作者。サクソフォーンなどの発明者。
- ドミニク・ピール　-　ドミニコ会聖職者、ノーベル平和賞受賞者。

## 姉妹都市
- フランス: ディナン
- ポルトガル: カルダス・ダ・ライーニャ
- イギリス: ホッドスドン
- ギリシャ: キオス